# Marktkommunikation (Energiewirtschaft)
Die Kommunikation der Energiemarktteilnehmer erfolgt über eine sogenannte Marktkommunikation (Mako) oder auch Marktnachricht genannt.
Durch die Liberalisierung der Energieversorgung in Deutschland wurde eine Kommunikation zwischen den einzelnen Marktteilnehmern (auch Marktpartner genannt, u. a. Verteilnetzbetreiber, Übertragungsnetzbetreiber Energieversorgungsunternehmen, Bilanzkreisverantwortlicher, später dazu Messstellenbetreiber) nötig. 2006 wurden hierzu erstmals einheitliche Prozesse, Formate und Übertragungsregeln durch die Bundesnetzagentur festgelegt. Zuerst wurde per Geschäftsprozesse zur Kundenbelieferung mit Elektrizität (GPKE) die Prozesse im Strommarkt vereinheitlicht. 2008 erfolgte dann auch die Vereinheitlichung im Gasmarkt mit den Geschäftsprozessen Lieferantenwechsel Gas (Geli Gas). Als Datenformat wurde hierzu EDIFACT gewählt, die Datenübertragung erfolgte per E-Mail. Es folgten weitere Prozesse wie GABi Gas und MaBiS (Regeln zur Bilanzierung im Gas- bzw. Strombereich) sowie WiM (Geschäftsprozesse im Messwesen).
Bis zu zweimal jährlich werden durch die Bundesnetzagentur einheitliche Datenformate für die Marktkommunikation veröffentlicht, die der Bundesverband der Energie- und Wasserwirtschaft (BDEW) in der Projektgruppe EDI@Energy entwickelt hat. Seit 1. April 2024 findet die Übertragung der Prozesse im Bereich Strom verpflichtend per AS4-Protokoll statt. Die Umstellung der Geschäftsprozesse Gas auf das AS4-Protokoll ist ab 1. April 2025 verpflichtend.